# El costo de ser discípulo de Jesús

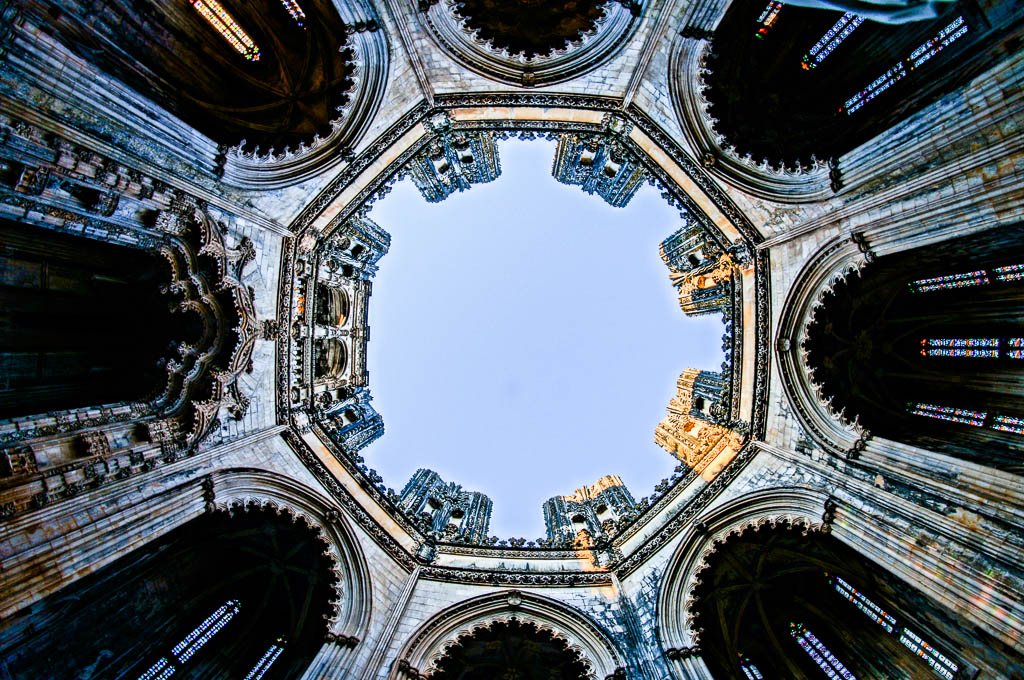
Las Capillas Inacabadas del Monasterio de Batalha ; la construcción se abandonó en 1533 y el techo abovedado nunca se concluyó.

El costo de ser discípulo de Jesús, o en la NIV: El costo de ser un discípulo o en la NRSV: El costo del discipulado o en la NKJV: Dejarlo todo para seguir a Cristo, son títulos dados al pasaje del Evangelio de Lucas NIV que incluye un par de parábolas contadas por Jesús. El primer título proviene de la frase "cuenta el costo", que aparece en la versión del Rey Jacobo del pasaje, así como en algunas otras versiones.

## Texto bíblico
Según el Evangelio de Lucas 14; 25-33:

Iba con él mucha gente, y se volvió hacia ellos y les dijo: —Si alguno viene a mí y no odia a su padre y a su madre y a su mujer y a sus hijos y a sus hermanos y a sus hermanas, hasta su propia vida, no puede ser mi discípulo. Y el que no carga con su cruz y viene detrás de mí, no puede ser mi discípulo. »Porque, ¿quién de vosotros, al querer edificar una torre, no se sienta primero a calcular los gastos a ver si tiene para acabarla? No sea que, después de poner los cimientos y no poder acabar, todos los que lo vean empiecen a burlarse de él, y digan: «Este hombre comenzó a edificar y no pudo terminar». ¿O qué rey, que sale a luchar contra otro rey, no se sienta antes a deliberar si puede enfrentarse con diez mil hombres al que viene contra él con veinte mil? Y si no, cuando todavía está lejos, envía una embajada para pedir condiciones de paz. Así pues, cualquiera de vosotros que no renuncie a todos sus bienes no puede ser mi discípulo. »La sal es buena; pero si la sal se vuelve sosa, ¿con qué se sazonará? No es útil ni para la tierra ni para el estercolero; la tiran fuera. Quien tenga oídos para oír, que oiga.

## Interpretación de la Iglesia católica
Lucas muestra ahora a Jesús en un contexto distinto. Aunque mucha gente le siga el Señor les explica que seguirle verdaderamente bastante más que sentirse atraído por sus palabras y su doctrina: «La doctrina que el Hijo de Dios vino a enseñar fue el menosprecio de todas las cosas, para poder recibir el precio del espíritu de Dios en sí; porque, en tanto que de ellas no se deshiciere el alma, no tiene capacidad para recibir el espíritu de Dios en pura transformación»  Las palabras del versículo 26 pueden parecer duras y deben entenderse dentro del conjunto de las exigencias de Jesús y del lenguaje bíblico que se utilizaba entonces. En varios textos del Antiguo Testamento, «amar y odiar» indican preferencia, y, sobre todo, elección. Así se dice, por ejemplo, que Jacob amaba a Raquel y aborrecía a Lía, o que el Señor amó a Jacob y odió a Esaú, para dar a entender que Raquel era la elegida por Jacob, o Jacob el elegido por Dios. Por eso, las palabras de Jesús deben tomarse como una preferencia y como una elección decisiva. En ese sentido, se ha entendido en la Tradición de la Iglesia: «Debemos tener caridad con todos, con los parientes y con los extraños, pero sin apartarnos del amor de Dios por el amor de ellos». En términos semejantes lo enseña la doctrina cristiana cuando dice que los cristianos «se esfuerzan por agradar a Dios antes que a los hombres, dispuestos siempre a dejarlo todo por Cristo» 
Las dos comparaciones posteriores, la del hombre que empieza a edificar y la del rey que decide guerrear, ponen de manifiesto la decisión de dejar todo para seguir a Jesús. «Si no podéis abandonar todas las cosas del mundo, al menos poseedlas de tal forma que no seáis retenidos en el mundo. Debéis poseer las cosas terrenas, no ser su posesión (…). Las cosas terrenas son para usarlas, las eternas para desearlas (…). Utilicemos las cosas terrenas, pero deseemos llegar a la posesión de las eternas». La sentencia final supone la doctrina de Jesús según la cual sus discípulos son la sal y la luz del mundo. Si pierden su esencia, no sirve para salar o iluminar: «Necesitas vida interior y formación doctrinal. ¡Exígete! —Tú —caballero cristiano, mujer cristiana— has de ser sal de la tierra y luz del mundo, porque estás obligado a dar ejemplo con una santa desvergüenza. —Te ha de urgir la caridad de Cristo y, al sentirte y saberte otro Cristo desde el momento en que le has dicho que le sigues, no te separarás de tus iguales —tus parientes, tus amigos, tus colegas—, lo mismo que no se separa la sal del alimento que condimenta. Tu vida interior y tu formación comprenden la piedad y el criterio que ha de tener un hijo de Dios, para sazonarlo todo con su presencia activa. Pide al Señor que siempre seas ese buen condimento en la vida de los demás».
.

## Otras interpretaciones
Joel B. Green sugiere que no está claro a qué tipo de torre se refiere la primera parábola, pero señala que el mensaje es que se requiere una "fidelidad absoluta al objetivo salvífico de Dios", "que se manifiesta en la propia identidad como discípulo de Jesús", lo que implica poner la familia y las posesiones en segundo lugar, como en NIV y NIV.
Este versículo es de gran importancia para los grupos anabaptistas como los hutterites y las Bruderhofs que lo interpretan como un llamado a vivir sin propiedad o posesiones privadas. Para ellos, "dejar todo lo que tiene" es una instrucción para dejar todo al servicio de Jesús.
Eric Franklin sostiene que la exigencia de "odiar" en Lucas (versículo 26) es una "exageración semítica", y Joseph Benson prevé que el odio "significa sólo un grado inferior de amor".